# Consonante retrofleja

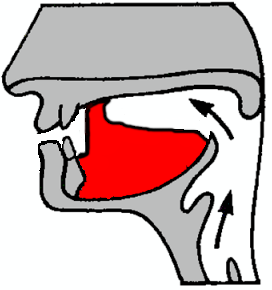
Oclusiva retrofleja subapical

En fonética, las consonantes retroflejas, también llamadas apicopalatales, retroflexas o cacuminales, son sonidos consonánticos usados en algunos idiomas. La característica principal de este tipo de sonidos es que se articulan en la región postalveolar, o postpalatal, de atrás del alvéolo e, incluso, enrollando la lengua hasta tocar el paladar. 

## Características
Las consonantes comúnmente llamadas postalveolares o, más precisamente, palatoalveolares o alveolo-palatales, también se articulan en la región postalveolar. Sin embargo, tienen una articulación adicional secundaria de palatalización. Las consonantes palatales también se pronuncian en la región palatal, aunque en sentido estricto se trata de sonidos dorsopalatales. Esto significa que se trata de sonidos articulados con el dorso de la lengua. Las consonantes retroflejas son consonantes coronales articuladas detrás del hueso alveolar y carecen de una articulación secundaria de palatalización.
Las consonantes retroflejas, como otras consonantes coronales, pueden involucrar varias posiciones de la lengua. Para articularlas, la lengua puede estar plana, con la lámina de la lengua (la superficie superior de la lengua cerca de la punta) tocando el paladar —como en polaco cz, sz, ż (rz), dż y en chino mandarín ch, zh, sh, r—. Este tipo de consonantes reciben el nombre de retroflejas laminales. O puede ser pronunciada con la punta de la lengua, como en hindi; en cuyo caso se trata de retroflejas apicales. Finalmente, la punta de la lengua puede enrollarse hacia atrás de modo que la parte inferior toca la región alveolar o prepalatal, como en muchas de las lenguas dravídicas; en tal caso se llaman retroflejas subapical.
El modo de articulación de las consonantes cacuminales también existe en idioma asturleonés de la zona septentrional de España, en el sur de Asturias y en ciertas zonas del norte de León (ver che vaqueira). 

## Presencia en las lenguas del mundo
Aunque no hay datos precisos, cerca del veinte por ciento de los idiomas del mundo tienen consonantes retroflejas de alguna o más clases. Aproximadamente la mitad de estos idiomas solo poseen retroflejas fricativas. El resto de estos idiomas posee retroflejas fricativas y oclusivas. Las retroflejas son muy raras en las lenguas europeas. Solo algunas lenguas de ese continente las incorporan en sus repertorios fonéticos, entre ellos el sardo, algunas lenguas de Italia —como el siciliano— el sueco y el noruego (donde las secuencias de [r] más una consonante coronal pueden ser reemplazadas por la retrofleja equivalente a la coronal; por ejemplo, el nombre Martin se puede pronunciar [maṭin]); en idiomas eslavos como el polaco y el ruso, amén de varios idiomas siberianos. También se encuentran, rara vez, en las lenguas indígenas de América, a excepción del extremo sur del continente y en algunas partes de Estados Unidos —por ejemplo, en el hopi o el pápago—. En África tampoco son fonemas comunes, y se encuentran retroflejas únicamente en algunas lenguas nilo-saharianas.
Las consonantes retroflejas se concentran sobre todo en las familias lingüísticas indoaria y dravídica, habladas en la India. Se encuentran también en idiomas como el chino mandarín, el vietnamita y algunas lenguas malayo-polinesias como el javanés. Otra concentración importante de lenguas con sonidos retroflejos corresponde a las lenguas aborígenes de Australia y el Pacífico Occidental (Nueva Caledonia). 
Existen varias consonantes retroflejas que aún no han sido reconocidas en el Alfabeto Fonético Internacional. Por ejemplo, el idioma iwaidja del norte de Australia posee las consonantes [ɺ̢], [ɽ] y [ɭ]. Por su parte, el toda —un idioma dravídico— posee las retroflejas [ɬ] y [ɽ͡r].

## Las retroflejas en el Alfabeto Fonético Internacional
| AFI | Descripción                        | Ejemplo        | Ejemplo         | Ejemplo     | Ejemplo     |
| AFI | Descripción                        | Idioma         | Ortografía      | AFI         | Significado |
| --- | ---------------------------------- | -------------- | --------------- | ----------- | ----------- |
|     | nasal retrofleja                   | sueco          | Vänern          | [vɛː.neɳ]   | Vänern      |
|     | oclusiva retrofleja sorda          | hindi          | टापू (ṭāpū)       | [ʈɑpu]      | isla        |
|     | oclusiva retrofleja sonora         | sueco          | nord            | [nuːɖ]      | norte       |
|     | fricativa retrofleja sorda         | chino mandarín | 上海 (Shànghǎi) | [ʂɑ̂ŋ.xàɪ]   | Shanghái    |
|     | fricativa retrofleja sonora        | ruso polaco    | жаба żaba       | [ʐaˑba]     | sapo rana   |
|     | aproximante retrofleja             | tamil          | தமிழ் (tamil)     | [t̪ɐmɨɻ]     | tamil       |
|     | aproximante lateral retrofleja     | sueco          | Karlstad        | [kʰɑːɭ.sta] | Karlstad    |
|     | vibrante retrofleja                | hausa          | shaara          | [ʃáːɽa]     | sweeping    |
| ɺ̢   | vibrante simple lateral retrofleja | pashto         | ﻛړو             | [kɺ̢o]       | hacer       |